# Kurisu (Emmaste)
Kurisu – wieś w Estonii, w prowincji Hiuma, w gminie Emmaste.